# شهرستان پریوتننسکی
شهرستان پریوتننسکی (به لاتین: Priyutnensky District) یک شهرستان در روسیه است که در قالمیقستان واقع شده‌است.